# Gaëlle Thalmann
Gaëlle Thalmann (født 18. januar 1986) er en kvindelig schweizisk fodboldspiller, der står på mål for spanske Real Betis i Primera División og Schweiz' kvindefodboldlandshold.
Hun fik sin officielle debut på det schweiziske landshold i 17. juni 2007. Thalmann blev desuden deltaget til VM i fodbold 2015 i Canada, men pådrog sig efterfølgende en korsbåndsskade. Hun blev også udtaget til landstræner Nils Nielsens officielle trup mod EM i fodbold for kvinder 2022 i England.